# Deutsche Fortschrittspartei
Deutsche Fortschrittspartei ("Tyska Framstegspartiet"), var ett liberalt politiskt parti mellan 1861 och 1884 inom den preussiska deputeradekammaren och senare även i tyska riksdagen.
1861 lämnade flera medlemmar det gammalliberala partiet och förenade sig med det demokratiska. Deras partiprogram sattes upp på ett möte i Berlin den 9 juni samma år och det innebar att partiet ville ha en stark centralmakt för Tyskland under Preussens styre och en gemensam folkrepresentation. För Preussen krävdes det genomgripande reformer och de förklarade sig vara emot den arméorganisation som regeringen hade genomfört samt för vidmakthållandet av lantvärnet och en tvåårig tjänstetid.
Vid valet 1861 fick Fortschrittspartiet majoritet i deputeradekammaren och behöll den till 1866 under kraftig opposition mot Otto von Bismarcks inre och yttre politik. Efter det preussisk-österrikiska kriget (tyska enhetskriget) 1866 lämnade några partiet och närmade sig regeringen och bildade Nationalliberala partiet. Den kvarvarande delen av partiet behöll det gamla namnet.
Det förminskade Fortschrittspartiet stödde visserligen de gjorda annexionerna, men förklarade sig vara emot regeringens ansvarsfrihet för de egenmäktiga åtgärderna. Såväl på den konstituerande nordtyska riksdagen (1867) som på den preussiska lantdagen röstade partiet emot den av regeringen föreslagna författningen för Nordtyska förbundet. Däremot motsatte det sig inte antagandet av den tyska riksförfattningen 1871. På preussiska lantdagen i maj 1873 röstade flera av Fortschrittspartiets medlemmar för de kyrkopolitiska lagarna och förvaltningsreformen.
Under 1870-talet försvagades partiet varför dess opposition mot Bismarcks tullagstiftning 1879 inte hade någon verkan, men i början av 1880-talet växte partiets antal något. Då Eugen Richter, partiets dåvarande chef, under sin ständiga opposition mot regeringen allierade sig med andra oppositionspartier, som ultramontaner och partikularister, uppstod oenighet inom partiet. I mars 1884 gick partiet samman med den liberala föreningen till Tysk-frisinnade partiet.